# Hydraena storeyi
Hydraena storeyi är en skalbaggsart som beskrevs av Perkins 2007. Hydraena storeyi ingår i släktet Hydraena och familjen vattenbrynsbaggar. Inga underarter finns listade i Catalogue of Life.